# Lincoln County (Wisconsin)
Lincoln County je okres ve státě Wisconsin v USA. K roku 2010 zde žilo 28 743 obyvatel. Správním městem okresu je Merrill. Celková rozloha okresu činí 2 349 km².

## Sousední okresy
| Růžice kompasu | Price County    | Oneida County              |                 | Růžice kompasu |
| Růžice kompasu | Taylor County   | Sever                      | Langlade County | Růžice kompasu |
| Růžice kompasu | Taylor County   | Lincoln County (Wisconsin) | Langlade County | Růžice kompasu |
| Růžice kompasu | Taylor County   | Jih                        | Langlade County | Růžice kompasu |
| Růžice kompasu | Marathon County |                            |                 | Růžice kompasu |